# Gmach Poczty w Zabrzu

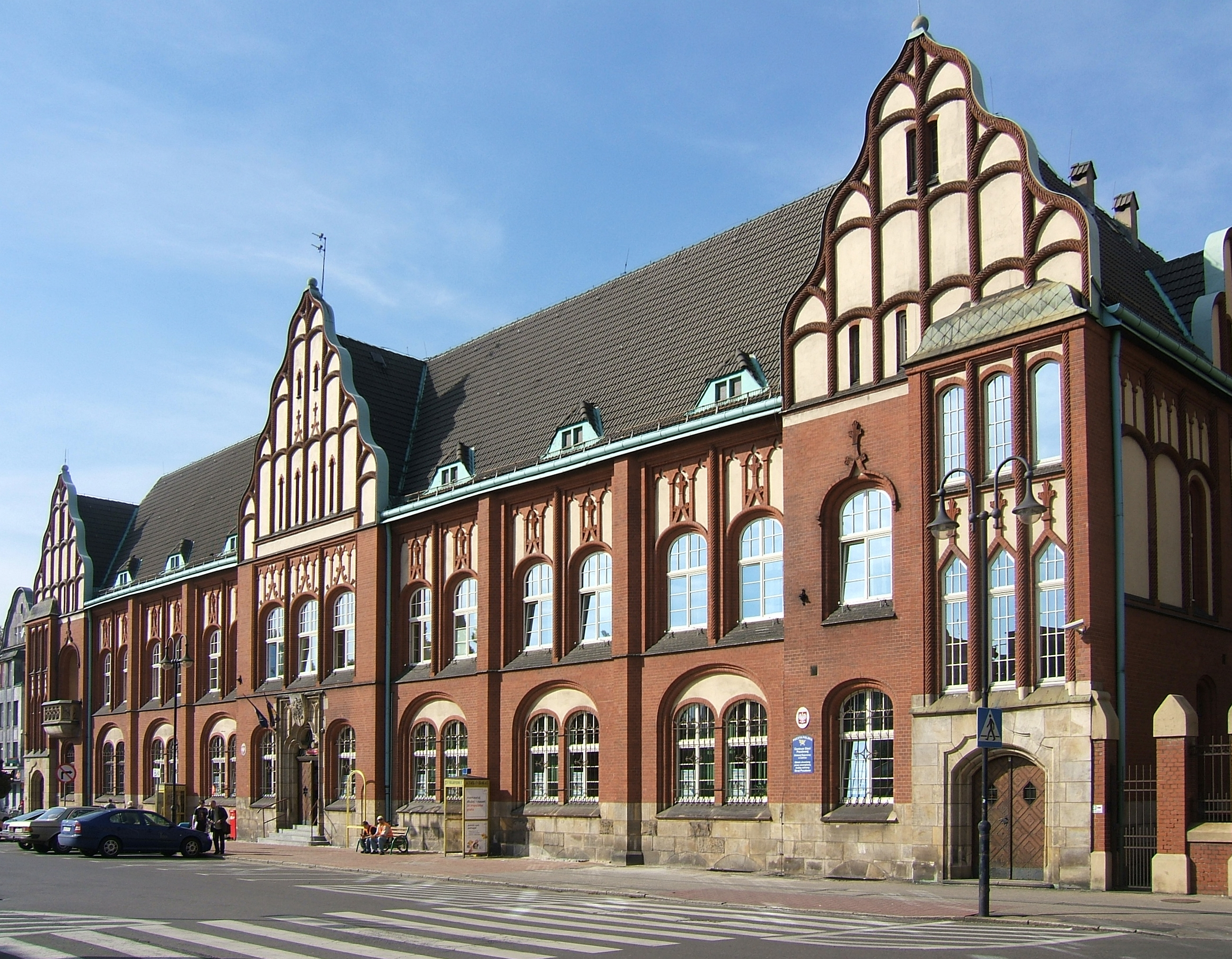
Gmach poczty w Zabrzu

Gmach Poczty w Zabrzu – budynek Poczty Głównej przy Placu Dworcowym 1 w Zabrzu, dawny gmach poczty cesarskiej wzniesiony w latach 1909-1911. Monumentalny, murowany, zdobiony szczytami o falistej linii w stylu neogotyckim.  

## Początki: 1845-1911
Historia poczty zabrzańskiej sięga roku 1845, kiedy uruchomiono wagon pocztowy obsługujący wszystkie miejscowości na trasie Wrocław–Gliwice–Mysłowice. Od 1 lipca 1851 roku utworzono w Zabrzu dworcową ekspedycję pocztową, która mieściła się przy obecnej ulicy 3 Maja 10. Z czasem budynek okazał się zbyt ciasny, dlatego władze pocztowe zdecydowały o budowie nowej siedziby poczty, naprzeciwko dworca kolejowego.
Prace nad nową siedzibą rozpoczęto 14 czerwca 1909 roku od wyburzenia starych budynków. Koszty budowy wyniosły 280 tys. marek oraz dodatkowo 500 tys. marek za wyposażenie. Gmach poczty oddano do użytku 18 marca 1911 roku. Uroczyste rozpoczęcie działalności cesarskiej poczty w Zabrzu odbyło się 29 marca 1911 r. W głównej sali było osiem okienek i automaty ze znaczkami i kartkami. Do dyspozycji było 110 skrytek pocztowych. Pierwszym zarządzającym pocztą w Zabrzu został dyrektor Thieberg. Na parterze mieściła się sala główna oraz skrytki pocztowe, na piętrze umieszczono centralę telefoniczną.

## Po I wojnie światowej
W dniu 16 października 1921 r. w budynku poczty przy Bahnhofplatz (Placu Dworcowym) została odsłonięta tablica poświęconą 9 pracownikom poczty, którzy zginęli w czasie I wojny światowej.

## Po II wojnie światowej
W trakcie walk o Zabrze w styczniu 1945 r. budynek poczty został poważnie uszkodzony. Spłonął dach i zniszczone zostały okna, a wnętrze zdemolowano i wykradziono wszystko, co cenne. Poczta przerwała na jakiś czas swą działalność. Pierwszym naczelnikiem tymczasowej poczty w Zabrzu został Jan Plusz, który wraz z 10-ma przyjętymi do pracy osobami działalność rozpoczął od remontu dachu i budynku.
Dział odbioru i nadawania przesyłek otwarto 1 kwietnia 1945 r., kiedy to poczta wznowiła swą działalność w Zabrzu, z wizytacją budynku przyjechał ówczesny Minister Poczt i Telegrafów inżynier Kapeliński. Po stwierdzeniu, że obiekt wciąż nadaje się do działalności pocztowej w dniu 12 kwietnia 1945 r. uruchomiono automatyczną centralę telefoniczną Zabrze 1. Cała ta początkowa działalność odbywała się bardzo prowizorycznie. Nie było jeszcze nowych ustaw czy zarządzeń. Wykonywano po prostu ustne polecenia zarządzających.
We wrześniu 1995 roku w trakcie czyszczenia podziemnego zbiornika na wodę znaleziono arsenał broni, granatów i amunicji, porzucony przez uciekający przed Rosjanami „Postschutz” (niemiecką straż pocztową). 

## 100-lecie istnienia
29 marca 2011 roku odbyło się stulecie istnienia urzędu pocztowego w Zabrzu. Udział w obchodach wzięli prezydent Zabrza Małgorzata Mańka-Szulik, dyrektor Oddziału Rejonowego Poczty Polskiej w Zabrzu Klaudiusz Hercig oraz filatelista Wilhelm Kowolik. Otworzyli oni wystawę filatelistyczną pt. „Historia Poczty w Zabrzu”. Ponadto Poczta wraz z Oddziałem Rejonowym Polskiego Związku filatelistów w Zabrzu zorganizowała „Miejską Pocztę Samochodową” – przewóz przesyłek zabytkowym samochodem pocztowym Fiat 500, który 29 marca można było zobaczyć przed Urzędem Pocztowym. Można było nabyć kartki, znaczki z budynkiem poczty oraz koperty z lakiem. Dla najmłodszych zorganizowano „dzień otwarty”, podczas którego uczniowie Szkoły Podstawowej nr 14 mogli zwiedzić zaplecze urzędu oraz poznać drogę przesyłki pocztowej.